# Hennadiy Oudovenko
Hennadiy Yossypovytch Oudovenko (ukrainien : Геннадій Йосипович Удовенко), né le 22 juin 1931 et mort le 12 février 2013, est un homme politique et diplomate ukrainien. Il fut ministre des Affaires étrangères de l'Ukraine de 1994 à 1998. Il fut le président de l'Assemblée générale des Nations unies (1997-1998). Il siégea ensuite au parlement ukrainien (Verkhovna Rada Oukraïny) de 1998 à 2007.

## Début de carrière
Hennadiy Oudovenko est originaire de l'oblast de Dnipropetrovsk. Il étudia les relations internationales à l'université nationale Taras-Chevtchenko d'où il sortit diplômé en 1954. Il étudia également l'économie agricole à l'Institut pour la recherche, le développement et l'organisation de l'économie agricole entre 1956 et 1959.
Il commença sa carrière en 1952 comme secrétaire du ministre et du conseil d'administration du ministère de la Construction de la République socialiste soviétique d'Ukraine. De 1955 à 1958, il dirigea le kolkhoze du village de Domantivka dans le raïon de Skvyra de l'oblast de Kiev.

## Carrière diplomatique
Hennadiy Oudovenko parle anglais, français et polonais.
Il entra au ministère des Affaires étrangères en 1959 comme premier secrétaire et conseiller au sein de la Direction des organisations économiques internationales du ministère des Affaires étrangères de la République socialiste soviétique d'Ukraine. Entre 1965 et 1971, il travailla au siège des Nations unies à Genève. Entre 1971 et 1977, il fut successivement à la tête de la Direction du personnel et la Direction des organisations économiques internationales du ministère des Affaires étrangères de son pays. Entre 1977 et 1980, il fut le directeur de la division de l'Interprétariat et des réunions au sein de la Direction des services de conférence au siège des Nations unies à New York.
En 1980 et 1985, il fut adjoint au ministre des Affaires étrangères. De février 1985 à mars 1992, il fut le représentant permanent de la République socialiste soviétique d'Ukraine aux Nations unies et vice-président du comité spécial des Nations unies contre l'Apartheid. De 1991-1992, il exerça également les fonctions de ministre des Affaires étrangères adjoint.
Après l'indépendance de l'Ukraine de l'Union soviétique, en décembre 1991, il fut nommé ambassadeur en Pologne. De 1994 à 1998, il fut ministre des Affaires étrangères du Gouvernement Massol II et gouvernement Poustovoïtenko et membre du Conseil national de sécurité et de défense (en ukrainien : Рада національної безпеки і оборони України) qui conseille le président de l'Ukraine.
En septembre 1997, il fut élu président de l'Assemblée générale des Nations unies (52e session)

## Engagements politiques
Le 14 mai 1999, Oudovenko fut élu président du Mouvement populaire d'Ukraine (Narodnyi Rukh Ukrainy), un parti politique de centre-droit nationaliste. Il exerçait les fonctions de président intérimaire de ce parti depuis la mort, en mars 1999, de l'ancien président Viatcheslav Tchornovil dans un accident d'automobile. En 1999, il se présenta aux élections présidentielles, mais n'obtint que 319 778 (1,22 %) voix au premier tour, se classant 7e sur les 13 prétendants en lice.
Il fut réélu à la tête du parti en 2001 et dirigea le "Rukh" jusqu'en mai 2003, avant d'être remplacé par Borys Tarasyuk, son successeur au poste de ministre des Affaires étrangères.
En 1998, sur l'étiquette "Rukh", il fut élu au parlement (Verkhovna Rada Oukraïny) ukrainien. En 2002, il fut réélu sur la liste électorale de Notre Ukraine, la coalition électorale soutenant l'ancien président ukrainien Viktor Iouchtchenko. Lors des élections parlementaires de 2006, il se présenta de nouveau sur la liste Notre Ukraine, mais refusa de quitter son mandat de député lors de la crise politique de 2007,, lorsque 150 députés de Notre Ukraine et ceux du Bloc de Ioulia Tymochenko démissionnèrent, ouvrant la voie à la dissolution du parlement par le Président. Oudovenko ne prit pas part aux élections de septembre 2007.
Il décéda le 12 février 2013.